# Medal za Zdobycie Gandży
Medal za Zdobycie Gandży (Medal za Trud i Odwagę przy Zdobyciu Gandży; ros. Медаль «За взятии Гянджи», Медаль «За труды и храбрость при взятии Гянджи») – rosyjskie odznaczenie wojskowe.

## Historia
Odznaczenie zostało ustanowione w dniu 16 lipca 1804 roku przez cara Aleksandra I dla nagrodzenia młodszych oficerów, podoficerów i żołnierzy, którzy wyróżnili się w czasie szturmu w dniu 3 stycznia 1804 roku na twierdzę perską w Gandży, w trakcie wojny rosyjsko-perskiej. Oficerowie starsi byli nagradzani istniejącymi orderami wojskowymi św. Jerzego i św. Włodzimierza.

## Zasady nadawania
Odznaczenie to było nadawane przez cara uczestnikom szturmu perskiej twierdzy w Gandży (obecnie na terytorium Azerbejdżanu), przy czym medal ten był nadawany tylko żołnierzom, podoficerom i młodszym oficerom, za szczególne zasługi i czyny męstwa w czasie szturmu.

## Opis odznaki
Odznaka odznaczenia owalny krążek o średnicy 33 mm wykonany ze srebra.
Na awersie monogram Aleksandra I, nad którym umieszczono jest cesarska korona. Na rewersie jest napis w języku rosyjskim ЗА — ТРУДЫ — И ХРАБРОСТЬ — ПРИ ВЗЯТИИ — ГАНЖИ — ГЕНВА-РЯ 3.— 1804 г. (pol. Za trud i odwagę przy zdobyciu Gandży Styczeń 3 1804 r.).
Medal zawieszony był na wstążce Order św. Aleksandra Newskiego, wstążka jest koloru czerwonego.